# Бутми, Георгий Васильевич
Гео́ргий Васи́льевич Бутми́ (1856 — после 1 июня 1919) — политический и общественный деятель России.

## Биография
Из молдавских дворян, бессарабский помещик. Вышел в отставку в звании поручик.
Выступал как публицист и общественный деятель, был близок к С. Ф. Шарапову. Как экономист, активно выступал против финансовой политики С. Ю. Витте, являлся сторонником введения биметаллизма.
Участник создания и один из идеологов «Союза русского народа»; сотрудничал в правоконсервативных газетах «Русское знамя» (1906) и «Земщина».
Член Русского собрания и Русского окраинного общества.
1903 — вместе с П. А. Крушеваном выпустил «Протоколы сионских мудрецов».
В 1912—1913 член Главной палаты «Русского народного союза имени Михаила Архангела».
Судьба после 1917 года неизвестна. По одним данным был расстрелян в Кисловодске в 1919 году, по другим — в 1919 году убит в Ткварчели в Абхазии.

## Публикации
- К вопросу о денежной реформе. Одесса, 1896
- Золотой монометаллизм и его значение для России. — СПб., 1897. — 26 с.
- Капиталы и долги. М., 1898
- Золотая валюта. Сб. ст. и речей. — СПб., 1904. — VIII, 235 с.
- Итоги финансового хозяйства с 1892 по 1903. — СПб., 1904. — [2], VIII, 179 с.
- Враги рода человеческого. СПб., 1906
- Конституция и политическая свобода. СПб., 1906
- Россия на распутьи. Кабала или свобода. СПб., 1906
- Франкмасонство и государственная измена. Обличительные речи. Вып. 1—2. СПб., 1906
- Иудеи в масонстве и в революции. СПб., 1906
- Земля — Божья. СПб., 1906
- Золотой крест. Докл. в Русском Собрании 9 апр. 1910. // Вестник Русского Собрания. 1910. № 15
- Блестящие финансы и разорение России // Прямой путь. 1910. № 3
- О финансах и денежной системе // Прямой путь. 1910. № 4
- Его Императорскому Величеству Государю Самодержцу Всероссийскому Николаю Александровичу горнопромышленника учредителя Ткварчельского общества каменноугольных копей, потомственного дворянина Георгия Васильевича Бутми-де-Кацман всеподданнейшее прошение. Пг., 1915[источник не указан 357 дней]
- Золотая добыча // Земщина. СПб., № 1967, 31 марта 1915. № 1968, 1 апреля 1915.

Источник: https://statehistory.ru/5531/O-problemakh-zolotodobychi-i-zolotogo-rublya/
- Русь на пути к Земскому Собору // Земщина. 1991. № 51 и др.;
- Кабала или свобода [Избранные сочинения] под ред. О. А. Платонова М., 2005.
- Золотая валюта. К пониманию макроэкономики государства и мира. СПб., 2000 ISBN 5-86402-062-1

## Адрес в Санкт-Петербурге
Александровский проспект, 21